# 欧洲低成本航空公司组织
欧洲低成本航空公司组织（英語：European Low Fares Airline Association，简称ELFAA）是一个2004年成立的组织，是欧洲各家低成本航空公司所组成的联盟。

## 成员
欧洲低成本航空公司组织的目前成员有：
- 柏林航空
- 英国航空
- 易捷航空
- 弗莱比航空
- 西班牙國家航空
- 西班牙快运航空
- 捷特二航空
- 挪威航空
- 瑞安航空
- 泛航航空
- 伏林航空
- 维罗提航空
- 维兹航空

## 过去成员
- Sverigeflyg（英语：Sverigeflyg）
- Air Polonia[3]（已于2004年12月5日停业）
- Basiqair[4]（2005年1月1日被合并入Transavia.com）
- 蓝色航空 (罗马尼亚)
- Bmibaby[5]（已于2012年9月9日停业）
- 点击航空[6]（2009年7月15日与伏林航空合并)
- Flying Finn[4]（已于2004年1月27日停业）
- Hapag-Lloyd Express[4](later TUIfly)[7](merged into TUIfly in January 2007)
- My Way Airlines[8](later MyAir.com)[7]（已于2009年7月24日停业）
- SkyEurope[4]（已于2009年9月1日停业）
- Sterling[4]（已于2008年10月29日停业）
- Volareweb.com[4]（已于2009年1月12日停业）